# 训练集、验证集和测试集
机器学习的普遍任务就是从数据中学习和构建模型（该过程称之为训练），并且能够在将来遇到的数据上进行预测。用于构建最终模型的数据集通常有多个；在构建模型的不同阶段，通常有三种数据集：训练集、验证集和测试集。
首先，模型在训练集（英语：training dataset）上进行拟合。对于监督式学习，训练集是由用来拟合参数（例如人工神经网络中神经元之间链接的权重）的样本组成的集合。在实践中，训练集通常是由输入向量（标量）和输出向量（标量）组成的数据对。其中输出向量（标量）被称为目标或标签。在训练过程中，当前模型会对训练集中的每个样本进行预测，并将预测结果与目标进行比较。根据比较的结果，学习算法会更新模型的参数。模型拟合的过程可能同时包括特征选择和参数估计。
接下来，拟合得到的模型会在第二个数据集——验证集（英语：validation dataset）——上进行预测。在对模型的超参数（例如神经网络中隐藏层的神经元数量）进行调整时，验证集提供了对在训练集上拟合得到模型的无偏评估。验证集可用于正则化中的提前停止：在验证集误差上升时（这是在训练集上过拟合的信号），停止训练。不过，在实践中，由于验证集误差在训练过程中会有起伏，这种做法有时不奏效。由此，人们发明了一些规则，用做判定过拟合更好的信号。
最后，测试集（英语：test dataset）可被用来提供对最终模型的无偏评估。若测试集在训练过程中从未用到（例如，没有被用在交叉验证当中），则它也被称之为预留集。